# Bluegreen Vacations Duels 2023
De Bluegreen Vacations Duels 2023 was een tweetal NASCAR Cup Series stockcar races die op 16 februari 2023 werden gehouden op Daytona International Speedway in Daytona Beach, Florida. Beide wedstrijden werden verreden over 60 ronden en vormden de kwalificatieraces voor de Daytona 500 2023.

## Achtergrond
Daytona International Speedway is een van de zes superspeedways waar NASCAR-races worden gehouden, de andere zijn Michigan International Speedway, Auto Club Speedway, Indianapolis Motor Speedway, Pocono Raceway en Talladega Superspeedway. Het standaardcircuit van de Daytona International Speedway is een superspeedway met vier bochten en een lengte van 4,0 km. De bochten van het circuit hebben een helling van 31 graden, terwijl de voorste strook, waar de finishlijn ligt, een helling van 18 graden heeft.

## Classificatie

### Kwalificatie
Alex Bowman scoorde de pole voor de race met een tijd van 49,536 en een snelheid van 292,395 km/u.
| Pos.  | No. | Coureur             | Team                     | Motor     | R1     | R2     |
| ----- | --- | ------------------- | ------------------------ | --------- | ------ | ------ |
| 1     | 48  | Alex Bowman         | Hendrick Motorsports     | Chevrolet | 49.717 | 49.536 |
| 2     | 5   | Kyle Larson         | Hendrick Motorsports     | Chevrolet | 49.870 | 49.708 |
| 3     | 24  | William Byron       | Hendrick Motorsports     | Chevrolet | 49.926 | 49.799 |
| 4     | 10  | Aric Almirola       | Stewart-Haas Racing      | Ford      | 49.903 | 49.800 |
| 5     | 22  | Joey Logano         | Team Penske              | Ford      | 49.881 | 49.803 |
| 6     | 14  | Chase Briscoe       | Stewart-Haas Racing      | Ford      | 49.869 | 49.817 |
| 7     | 12  | Ryan Blaney         | Team Penske              | Ford      | 49.965 | 49.985 |
| 8     | 2   | Austin Cindric      | Team Penske              | Ford      | 49.927 | 49.996 |
| 9     | 21  | Harrison Burton     | Wood Brothers Racing     | Ford      | 49.996 | 50.070 |
| 10    | 8   | Kyle Busch          | Richard Childress Racing | Chevrolet | 49.920 | 0.000  |
| 11    | 23  | Bubba Wallace       | 23XI Racing              | Toyota    | 49.997 | —      |
| 12    | 99  | Daniel Suárez       | Trackhouse Racing Team   | Chevrolet | 50.022 | —      |
| 13    | 17  | Chris Buescher      | RFK Racing               | Ford      | 50.031 | —      |
| 14    | 9   | Chase Elliott       | Hendrick Motorsports     | Chevrolet | 50.033 | —      |
| 15    | 1   | Ross Chastain       | Trackhouse Racing Team   | Chevrolet | 50.038 | —      |
| 16    | 41  | Ryan Preece         | Stewart-Haas Racing      | Ford      | 50.042 | —      |
| 17    | 4   | Kevin Harvick       | Stewart-Haas Racing      | Ford      | 50.088 | —      |
| 18    | 6   | Brad Keselowski     | RFK Racing               | Ford      | 50.091 | —      |
| 19    | 54  | Ty Gibbs (R)        | Joe Gibbs Racing         | Toyota    | 50.107 | —      |
| 20    | 45  | Tyler Reddick       | 23XI Racing              | Toyota    | 50.108 | —      |
| 21    | 20  | Christopher Bell    | Joe Gibbs Racing         | Toyota    | 50.140 | —      |
| 22    | 19  | Martin Truex Jr.    | Joe Gibbs Racing         | Toyota    | 50.182 | —      |
| 23    | 84  | Jimmie Johnson      | Legacy Motor Club        | Chevrolet | 50.202 | —      |
| 24    | 34  | Michael McDowell    | Front Row Motorsports    | Ford      | 50.205 | —      |
| 25    | 67  | Travis Pastrana     | 23XI Racing              | Toyota    | 50.208 | —      |
| 26    | 11  | Denny Hamlin        | Joe Gibbs Racing         | Toyota    | 50.236 | —      |
| 27    | 43  | Erik Jones          | Legacy Motor Club        | Chevrolet | 50.280 | —      |
| 28    | 42  | Noah Gragson (R)    | Legacy Motor Club        | Chevrolet | 50.296 | —      |
| 29    | 36  | Zane Smith (i)      | Front Row Motorsports    | Ford      | 50.318 | —      |
| 30    | 16  | A. J. Allmendinger  | Kaulig Racing            | Chevrolet | 50.332 | —      |
| 31    | 31  | Justin Haley        | Kaulig Racing            | Chevrolet | 50.346 | —      |
| 32    | 62  | Austin Hill (i)     | Beard Motorsports        | Chevrolet | 50.375 | —      |
| 33    | 3   | Austin Dillon       | Richard Childress Racing | Chevrolet | 50.473 | —      |
| 34    | 38  | Todd Gilliland      | Front Row Motorsports    | Ford      | 50.504 | —      |
| 35    | 47  | Ricky Stenhouse Jr. | JTG Daugherty Racing     | Chevrolet | 50.583 | —      |
| 36    | 78  | B. J. McLeod        | Live Fast Motorsports    | Chevrolet | 50.609 | —      |
| 37    | 51  | Cody Ware           | Rick Ware Racing         | Ford      | 50.799 | —      |
| 38    | 15  | Riley Herbst (i)    | Rick Ware Racing         | Ford      | 50.891 | —      |
| 39    | 77  | Ty Dillon           | Spire Motorsports        | Chevrolet | 51.045 | —      |
| 40    | 7   | Corey LaJoie        | Spire Motorsports        | Chevrolet | 51.053 | —      |
| 41    | 13  | Chandler Smith (i)  | Kaulig Racing            | Chevrolet | 51.422 | —      |
| 42    | 50  | Conor Daly (i)      | The Money Team Racing    | Chevrolet | 0.000  | —      |
| Bron: |     |                     |                          |           |        |        |

### Duels

#### Duel 1
| Pos.  | Grid | No. | Coureur             | Team                     | Motor     | Rondes | Ptn. |
| ----- | ---- | --- | ------------------- | ------------------------ | --------- | ------ | ---- |
| 1     | 3    | 22  | Joey Logano         | Team Penske              | Ford      | 60     | 10   |
| 2     | 11   | 20  | Christopher Bell    | Joe Gibbs Racing         | Toyota    | 60     | 9    |
| 3     | 4    | 12  | Ryan Blaney         | Team Penske              | Ford      | 60     | 8    |
| 4     | 7    | 17  | Chris Buescher      | RFK Racing               | Ford      | 60     | 7    |
| 5     | 13   | 34  | Michael McDowell    | Front Row Motorsports    | Ford      | 60     | 6    |
| 6     | 9    | 4   | Kevin Harvick       | Stewart-Haas Racing      | Ford      | 60     | 5    |
| 7     | 6    | 23  | Bubba Wallace       | 23XI Racing              | Toyota    | 60     | 4    |
| 8     | 15   | 36  | Zane Smith (i)      | Front Row Motorsports    | Ford      | 60     | 0    |
| 9     | 5    | 21  | Harrison Burton     | Wood Brothers Racing     | Ford      | 60     | 2    |
| 10    | 2    | 24  | William Byron       | Hendrick Motorsports     | Chevrolet | 60     | 1    |
| 11    | 8    | 1   | Ross Chastain       | Trackhouse Racing Team   | Chevrolet | 60     | 0    |
| 12    | 14   | 43  | Erik Jones          | Legacy Motor Club        | Chevrolet | 60     | 0    |
| 13    | 17   | 3   | Austin Dillon       | Richard Childress Racing | Chevrolet | 60     | 0    |
| 14    | 12   | 84  | Jimmie Johnson      | Legacy Motor Club        | Chevrolet | 60     | 0    |
| 15    | 16   | 16  | A. J. Allmendinger  | Kaulig Racing            | Chevrolet | 60     | 0    |
| 16    | 18   | 47  | Ricky Stenhouse Jr. | JTG Daugherty Racing     | Chevrolet | 59     | 0    |
| 17    | 1    | 48  | Alex Bowman         | Hendrick Motorsports     | Chevrolet | 59     | 0    |
| 18    | 21   | 13  | Chandler Smith (i)  | Kaulig Racing            | Chevrolet | 59     | 0    |
| 19    | 10   | 54  | Ty Gibbs (R)        | Joe Gibbs Racing         | Toyota    | 59     | 0    |
| 20    | 19   | 51  | Cody Ware           | Rick Ware Racing         | Ford      | 59     | 0    |
| 21    | 20   | 77  | Ty Dillon           | Spire Motorsports        | Chevrolet | 59     | 0    |
| Bron: |      |     |                     |                          |           |        |      |

#### Duel 2
| Pos.  | Grid | No. | Coureur          | Team                     | Motor     | Rondes | Ptn. |
| ----- | ---- | --- | ---------------- | ------------------------ | --------- | ------ | ---- |
| 1     | 2    | 10  | Aric Almirola    | Stewart-Haas Racing      | Ford      | 60     | 10   |
| 2     | 4    | 2   | Austin Cindric   | Team Penske              | Ford      | 60     | 9    |
| 3     | 7    | 9   | Chase Elliott    | Hendrick Motorsports     | Chevrolet | 60     | 8    |
| 4     | 9    | 6   | Brad Keselowski  | RFK Racing               | Ford      | 60     | 7    |
| 5     | 20   | 7   | Corey LaJoie     | Spire Motorsports        | Chevrolet | 60     | 6    |
| 6     | 1    | 5   | Kyle Larson      | Hendrick Motorsports     | Chevrolet | 60     | 5    |
| 7     | 17   | 38  | Todd Gilliland   | Front Row Motorsports    | Ford      | 60     | 4    |
| 8     | 11   | 19  | Martin Truex Jr. | Joe Gibbs Racing         | Toyota    | 60     | 3    |
| 9     | 13   | 11  | Denny Hamlin     | Joe Gibbs Racing         | Toyota    | 60     | 2    |
| 10    | 8    | 41  | Ryan Preece      | Stewart-Haas Racing      | Ford      | 60     | 1    |
| 11    | 14   | 42  | Noah Gragson (R) | Legacy Motor Club        | Chevrolet | 60     | 0    |
| 12    | 6    | 99  | Daniel Suárez    | Trackhouse Racing Team   | Chevrolet | 60     | 0    |
| 13    | 10   | 45  | Tyler Reddick    | 23XI Racing              | Toyota    | 60     | 0    |
| 14    | 15   | 31  | Justin Haley     | Kaulig Racing            | Chevrolet | 60     | 0    |
| 15    | 3    | 14  | Chase Briscoe    | Stewart-Haas Racing      | Ford      | 60     | 0    |
| 16    | 18   | 78  | B. J. McLeod     | Live Fast Motorsports    | Chevrolet | 60     | 0    |
| 17    | 21   | 50  | Conor Daly (i)   | The Money Team Racing    | Chevrolet | 59     | 0    |
| 18    | 16   | 62  | Austin Hill (i)  | Beard Motorsports        | Chevrolet | 41     | 0    |
| 19    | 5    | 8   | Kyle Busch       | Richard Childress Racing | Chevrolet | 40     | 0    |
| 20    | 19   | 15  | Riley Herbst (i) | Rick Ware Racing         | Ford      | 40     | 0    |
| 21    | 12   | 67  | Travis Pastrana  | 23XI Racing              | Toyota    | 40     | 0    |
| Bron: |      |     |                  |                          |           |        |      |